# Открити рани
„Открити рани“ (на английски: Exit Wounds) е американски екшън филм от 2001 година на режисьора Анджей Бартковяк, по сценарий на Ед Хоровиц и Ричард Д'Овидио. Във филма участват Стивън Сегал, Ди Ем Екс и Джил Хенеси.